# Adolf I. (Nassau-Wiesbaden-Idstein)
Adolf I. (* um 1307; † 17. Januar 1370 in Idstein) war Graf von Nassau und Begründer der Linie Nassau-Idstein.

## Familie

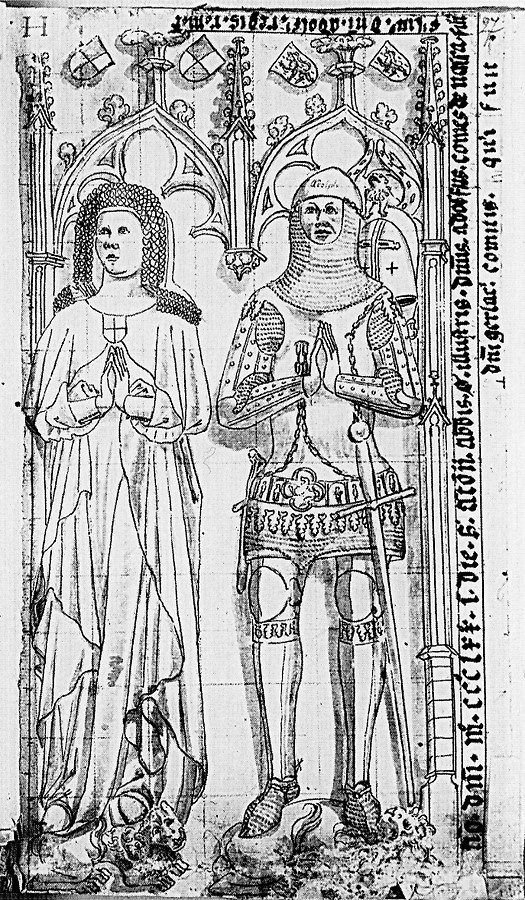
Adolf von Nassau und Margarethe von Zollern (Zeichnung des 1850 zerstörten Grabmals im ehemaligen Kloster Klarenthal von 1632)

Er war ein Sohn des Grafen Gerlach von Nassau und dessen erster Frau Agnes von Hessen. Einer seiner Brüder war der Erzbischof von Mainz Gerlach von Nassau. Weitere Brüder waren Johann und Ruprecht.
Er selbst heiratete Margaretha von Nürnberg († nach 1382), eine Tochter des Burggrafen Friedrich IV. von Nürnberg aus dem Haus Zollern. Aus der Ehe gingen zahlreiche Kinder hervor: 
- Gerlach II. (* 1333) war als ein Nachfolger des Vaters vorgesehen
- Friedrich († 1371), Kanoniker in Mainz
- Agnes († 1376) heiratete in erster Ehe Graf Werner IV. von Wittgenstein, in zweiter Ehe Eberhard I. von Eppstein
- Margarethe wurde Äbtissin im Kloster Klarenthal
- Elisabeth († 1389) heiratete 1361 Graf Dieter VIII. von Katzenelnbogen.
- Adolf (1353–1390) war Erzbischof von Mainz
- Johann († 1420) war Kurmainzer Statthalter im Eichsfeld
- Anna war Äbtissin in Klarenthal
- Walram IV. (1354–1393) war Nachfolger des Vaters
- Johann († 1419) war Erzbischof von Mainz
- Katharina († 1403) heiratete 1373 Reinhard II. von Westerburg

Fünf weitere Kinder starben jung. Graf Adolf hatte mit Johann Adolf von Nassau († 1420) einen nichtehelichen Sohn. Dieser hatte verschiedene geistliche Ämter inne.

## Leben
Sein Vater beteiligte ihn etwa seit 1338 an der Herrschaft. Im Jahr 1346 übernahm er nach der Abdankung des Vaters zu Gunsten seiner Söhne die Herrschaft zusammen mit seinen weltlichen Brüdern. Er verpfändete seinen Anteil an Laurenburg 1346. Auch verpfändete er Burg und Stadt Katzenelnbogen an Graf Wilhelm von Katzenelnbogen. Da keine Auslösung erfolgte, ging dieser Besitz verloren. Das Dorf Wellmich verkaufte er 1353 an Kurtrier. 
Die Brüder teilten das Erbe 1355 auf. Johann I. begründete die Linie Nassau-Weilburg, Ruprecht begründete die Linie Nassau-Sonnenberg und Adolf begründete die Linie Nassau-Wiesbaden-Idstein. 
Adolf residierte überwiegend in Idstein. Dort ließ er die Stadtkirche erweitern und den Hexenturm erbauen. In Wiesbaden hat er die Weberei gefördert. Er baute die Burg Adolfseck, die er 1356 Kurmainz zu Lehen auftrug. Reichspolitisch stand der auf Seiten Karl IV., 
Begraben wurde er im Kloster Klarenthal.